# Isla Sibiriakov
La isla Sibiriakov (en ruso: Остров Сибирякова, Óstrov Sibiriakova), también conocida como isla Kuzkin (Кузькин остров), es una isla de unos 847 km². Su longitud es de 38 km y su máxima anchura 27 km. Se cubre con vegetación de tundra. La isla está en el mar de Kara, en el extremo norte del estuario del río Yeniséi, a justo 35 km de la costa más cercana.

## Historia
Esta isla recibe su nombre por Aleksandr Mijáilovich Sibiriakov, un propietario de minas de oro de la Rusia Imperial. Sibiriakov financió exploraciones en Siberia, como la de Adolf Erik Nordenskjöld, y también tuvo parte en algunas expediciones propias.

## Geografía
El mar que rodea a la isla Sibiriakov está cubierta con banco de hielo en el invierno y hay numerosos témpanos de hielo incluso en el verano. El estrecho entre la isla de Sibiriakov y el continente es conocido como Vostochny Proliv.

## Administración
La isla Sibiriakov pertenece a la división administrativa krai de Krasnoyarsk de la Federación Rusa. También forma parte de la Gran Reserva Natural del Ártico, la mayor reserva natural de Rusia.

## Islas vecinas
A 12 kilómetros del cabo en el extremo norte de la isla Sibiriakov queda un grupo estrecho y curvado de tres islas conocidas como isla Nosok (Остров Носок; Óstrov Nosok).